# Гонсало М. Тавареш
Гонсало М. Тавареш (на португалски: Gonçalo M. Tavares) е португалски учен, драматург, поет и писател на произведения в жанра драма, лирика, любовен роман, детска литература и документалистика.

## Биография и творчество
Гонсало Мануел де Албукерке Тавареш е роден през август 1970 г. в Луанда, Ангола. Завършва философия в Лисабонския университет, след което е преподавател по теория на науката в него.
Първата му книга „Книга за танца“ (Livro da dança) е издадена през 2001 г. През 2002 г. започва издаването на поредицата му „Кварталът“. В 10-те книги главните герои носят имената на известни творци – Пол Валери, Анри Мишо, Бертолт Брехт, Роберто Хуарос, Карл Краус, Итало Калвино, Роберт Валзер, Андре Бретон, Емануел Сведенборг и Томас Елиът. Чрез препратки към стила на, вижданията и поведението на реалните им съименници писателят изразява с хумор и ирония виждането си за парадоксите в съвременния свят. Първата книга от поредицата получава наградата „Бранкиньо да Фонсека“ на Фондация „Калуст Гулбенкян“ и на вестник „Еспресо“.
През 2005 г. романът му „Йерусалим“ от поредицата „Царството“ получава наградата „Жузе Сарамагу“ за млади писатели и наградата „Океани“ за световна португалска литература, и е включена в европейското издание на „1001 книги, които трябва да прочетете преди да умрете“ – справочник за най-важните романи на всички времена. Романът му „Научете се да се молите в ерата на техниката“ (Aprender a Rezar na Era da Técnica) от същата поредица печели през 2010 г. престижната френска награда за най-добра чуждестранна книга.
Разказът му „Вода, Куче, Кон, Глава“ (Água, Cão, Cavalo, Cabeça) от 2007 г. получава голямата награда за разказ „Камило Каштело Бранко“ на Асоциацията на португалските писатели.
През 2010 г. е издаден епосът му „Пътуване до Индия“. Главният герой, Блум, отвратен от себе си и от Европа, с нейната бездуховност и лицемерие, се отправя към Индия. След множество перипетии из Лондон, Виена, Прага и Париж, той пристига в пристига в Индия, и с сблъсква със същата бездуховност и лицемерие, откривайки, че и Изток и Запад говорят на езика на хищника. Книгата получава престижната Голяма награда за роман от Асоциацията на португалските писатели и наградата „Фернандо Намора“.
Произведенията на писателя са преведени на повече от 30 езика и в около 50 страни по света.
На 9 юни 2012 г. е удостоен с ордена Велик офицер на Ордена на инфанта Енрике (Енрике Мореплавателя).
Гонсало М. Тавареш живее в Лисабон.

## Произведения

### Самостоятелни романи
- Uma Viagem à Índia (2010) – голямата награда за роман от Асоциацията на португалските писатели и наградата „Фернандо Намора“[1]
Пътуване до Индия, изд.: ИК „Колибри“, София (2016), прев. Даринка Кирчева
- A Mulher-Sem-Cabeça e o Homem-do-Mau-Olhado (2017)
- Cinco Meninos, Cinco Ratos (2018)

### Серия „Кварталът“ (O Bairro)
1. O Senhor Valéry (2002) – награда „Бранкиньо да Фонсека“ на Фондация „Калуст Гулбенкян“ и вестник „Ешпресо“[1]
2. O Senhor Henri (2003)
3. O Senhor Brecht (2004)
4. O Senhor Juarroz (2004)
5. O Senhor Kraus (2005)
6. O Senhor Calvino (2005)
7. O Senhor Walser (2006)
8. O Senhor Breton (2008)
9. O Senhor Swedenborg (2009)
10. O Senhor Eliot (2010)

- Кварталът, изд. „Ерго“ (2020), прев. Даринка Кирчева (сборник)

### Серия „Царството“ (O Reino)
1. Um Homem: Klaus Klump (2003)[1]
2. A Máquina de Joseph Walser (2004)
3. Jerusalém (2004) – награда „Жузе Сарамагу“ и награда „Океани“ за португалска литература (2007)
4. Aprender a Rezar na Era da Técnica (2007) – награда за най-добра чужда книга 2010 във Франция
5. O Osso do Meio (2020)

### Поезия
- 1 (2004)

### Пиеси
- A Colher de Samuel Beckett e Outros Textos (2003)

### Сборници
- Matteo Perdeu o Emprego (2010) – 24 разказа[1]
Матео остана без работа, изд. „Ерго“ (2021), прев. Даринка Кирчева
- Uma Menina está Perdida no seu Século à Procura do Pai (2014)
- Bucareste-Budapeste: Budapeste-Bucareste (2019)
- Animalescos (2019)[3]

### Документалистика
- Livro da dança (2001)[1]
- Investigações. Novalis (2002) – награда от Асоциацията на португалските писатели
- Investigações geométricas (2005)
- Histórias Falsas (2005)
- Atlas do Corpo e da Imaginação (2013)
- Os Velhos Também Querem Viver (2014)

#### Серия „Енциклопедия“ (Enciclopédia)
1. Breves Notas sobre Ciência (2006)[1][3]
2. Breves Notas sobre o Medo (2007)
3. Breves Notas sobre as Ligações (2009)
4. Breves Notas sobra Música (2015)
5. Breves Notas sobre Literatura-Bloom (2018)

### Екранизации
- 2009 How to Draw a Perfect Circle – история
- 2010 Histórias aos Quadradinhos – тв сериал
- 2010 O senhor Valéry – късометражен
- 2012 Histórias para Sempre – тв сериал